# Manoir de Kerbilouët
Le manoir de Kerbilouët est situé à Arradon en France.

## Localisation
Le manoir est situé sur le territoire de la commune d'Arradon, au lieu-dit Kerbilouët, dans le département du Morbihan en région Bretagne.

## Description
Le manoir actuel date des XVe et XVIe siècles, le logis de plan allongé est construit en moellons de granite, à un étage carré avec comble à surcroît. Toiture à longs pans recouverte d'ardoises à pignon découvert. Escalier dans-œuvre : escalier à vis sans jour ; escalier de distribution extérieur : escalier droit en maçonnerie.

## Historique
Manoir mentionné dès 1462, appartenant à Guillaume Guillemet. Le logis actuel date probablement de la deuxième moitié du XVe siècle. Ouvertures à l'est remaniées au  XVIe siècle. Partie sud surélevée probablement vers 1651 (dates portées au pignon est : 1651, et sur une porte de communication intérieure : 1653). Remaniement au  XIXe siècle lors de la transformation en logis étable de la partie nord. Escalier à vis, sans doute en bois, détruit au  XIXe siècle ou au  XXe siècle.
Il est inscrit à l'inventaire général du patrimoine culturel.